# Kiewer Militärlyzeum Iwan Bohun
Das Kiewer Militärlyzeum Iwan Bohun (ukrainisch Київський військовий ліцей імені Івана Богуна) ist eine ukrainische staatliche Militärschule in Kiew.

## Geschichte
Am 21. August 1943 wurde in der Stadt Tschuhujiw in der Oblast Charkiw  die Charkiwer Militärschule Suworow gegründet. 500 junge Männer wurden zur Ausbildung aufgenommen. Am 24. November 1943 wurde der Schule die Urkunde „Kampfbanner“ des Präsidiums des Obersten Sowjets verliehen. Dieser Tag wird als jährlicher Feiertag des Lyzeums gefeiert. 1947 wurde die Schule nach Kiew verlegt und in Kiewer Militärschule Suworow (KSWU) umbenannt. 1948 fand der erste Abschluss an der Schule statt. Von 1951 bis 1991 wurde die KSWU 14 Mal als beste nach Suworow benannte Schule der Sowjetunion ausgezeichnet.
Durch den Beschluss des Ministerkabinetts der Ukraine vom 19. August 1992 Nr. 490 „Über die Reform der militärischen Ausbildung“ wurde die Schule unter dem Namen Kiewer Militärlyzeum auf der Grundlage der KSWU neu gegründet. In Bojarka wurde zudem ein Komplex für die Ausbildung junger Männer in der 8. bis 9. Klasse geschaffen. Am 4. Oktober 1994 wurde dem Kiewer Militärlyzeum die Kampfflagge der ukrainischen Streitkräfte verliehen. Mit dem Beschluss Nr. 764 des Ministerkabinetts vom 1. Juni 1998 wurde das Kiewer Militärlyzeum nach Iwan Bohun benannt. 2003 wurde dem Lyzeum die Ehrenurkunde der Werchowna Rada verliehen. Von 1943 bis 2017 wurden 69 Graduierungen durchgeführt und 15.692 Personen erlangten ihren Abschluss. 380 Absolventen wurden mit Gold- und Silbermedaillen ausgezeichnet. 2.597 Absolventen erhielten das Diplom „Für besondere Leistungen im Studium einzelner Fächer“. Schülerinnen und Schüler des Lyzeums nehmen jedes Jahr an der Militärparade zum Unabhängigkeitstag der Ukraine teil.
Im September 2019 wurden zum ersten Mal Frauen als Schülerinnen am Lyzeum zugelassen. Die ersten 20 haben eine neue, separate Klasse am Lyzeum gebildet. Julija Mykytenko wurde deren pädagogische Leiterin. 2022 sind fast 90 % der Absolventinnen und Absolventen dem Militär beigetreten, 86,5 % in die ukrainische Streitkräfte und etwa 10 % in andere militärische Zweige, wie den Sicherheitsdienst der Ukraine, die Nationalgarde, die Staatssicherheitsverwaltung und den staatlichen Grenzschutzdienst. Über 7500 Absolventinnen und Absolventen arbeiteten an der Front im russischen Überfall. Der Frauenanteil im Lyzeum lag in diesem Jahr bei 10 %.

## Standort und Architektur

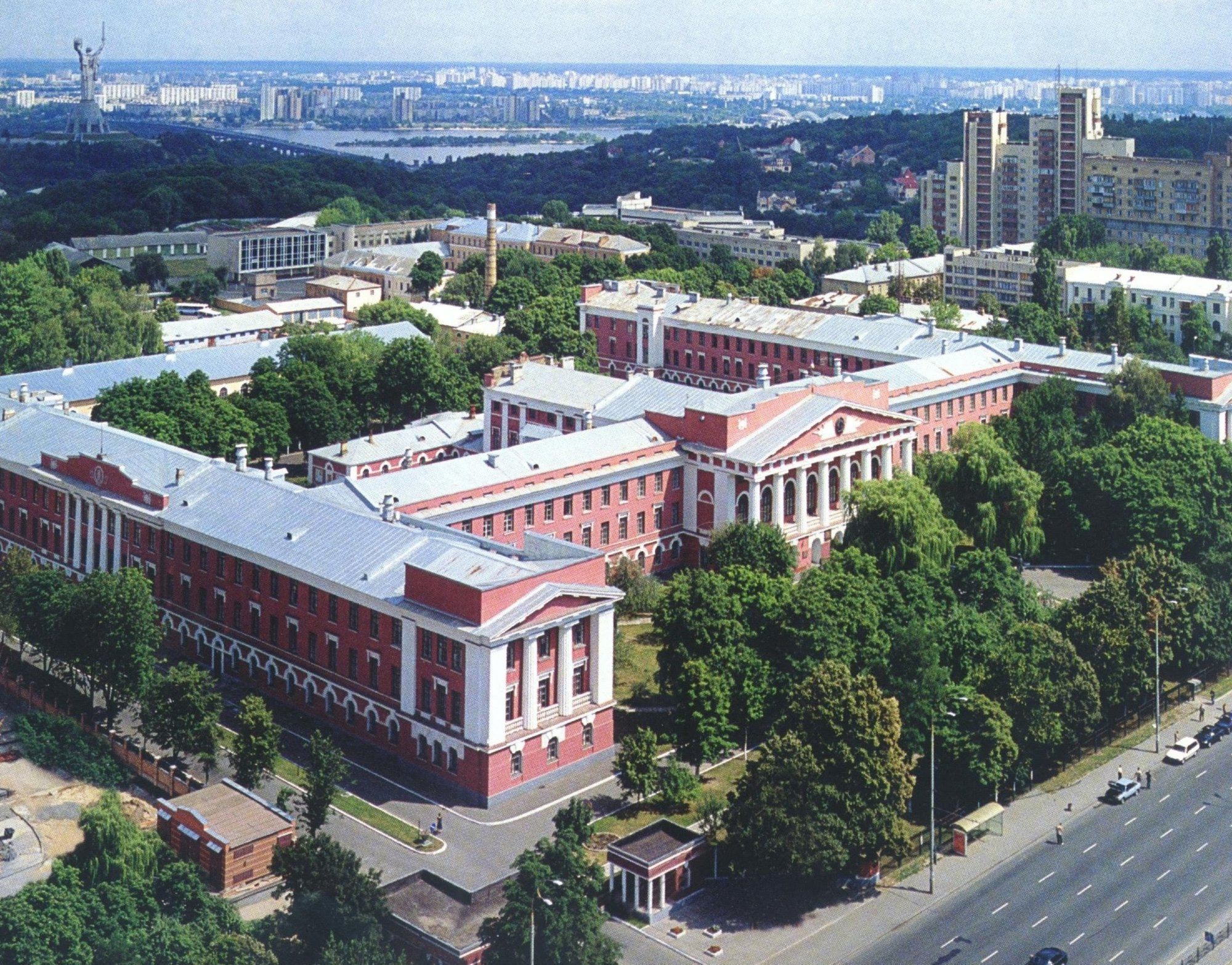
Kiewer Militärlyzeum Iwan Bohun (2022)

Das Lyzeum befindet sich am Lessja-Ukrajinka-Boulevard. Das Hauptgebäude befindet sich in einem Gebäude, das 1914–1916 erbaut wurde und zunächst eine Ingenieurschule beherbergte. Es steht unter Denkmalschutz.
Am 14. Dezember 2017 wurde am Lyzeum ein Mini-Fußballfeld mit Kunstrasen eröffnet.
Die Debatte über den Abbau des am Eingang der Bildungseinrichtung aufgestellten Denkmals an Suworow dauerte seit 1998 an, als das Lyzeum umbenannt wurde. 2017 erschienen Informationen über die Absichten der Verwaltung des Lyzeums, das Denkmal abzubauen. Dann wurde das Denkmal mit einem dekorativen Banner mit dem Bild von Bohun bedeckt. Im Herbst 2018 sandte das Verteidigungsministerium der Ukraine einen Brief an das Ministerkabinett, in dem es die Initiative ergriff, das Denkmal abzubauen und an seiner Stelle ein Denkmal für Bohun zu errichten. Im Januar 2019 wurde das Denkmal an Suworow abgerissen. Die Skulptur sollte unentgeltlich an ein Privatmuseum in der Schweiz gespendet werden.

## Schulprofil
Das Mindest- und Höchstalter für den Eintritt in das Lyzeum ist 13 und 48. Die Mindestausbildungszeit für ein Offiziersamt beträgt 8 Jahre. Auf dem Lyzeum wird Englisch unterrichtet. Für Absolventinnen und Absolventen gibt das Lyzeum Empfehlungen in über 200 Fachgebieten, wie den Grundlagen des kombinierten Militärs, der Mechanik, der Panzertechnik, der Cybersicherheit und der Raumfahrt.